# Hjalmar Öhagen
Hjalmar Öhagen, född 17 maj 1985, är en svensk fotbollsspelare (yttermittfältare) som spelar för Sandvikens IF.
Öhagens moderklubb är Järbo IF. 1999 gick han över till Sandvikens IF för vilka han spelade i division 2. Där fick allsvenska Halmstads BK upp ögonen för honom och värvade honom inför säsongen 2007. Han debuterade i Allsvenskan den 22 april 2007 mot Kalmar FF.
I juli 2008 lånades Öhagen ut till Superettan-klubben Ängelholms FF. Efter säsongen gick han vidare till Gefle IF.
I augusti 2012 blev Öhagen klar för Sandvikens IF som just nu spelar i division 1.